# Paulus' Brev til Galaterne
Paulus' Brev til Galaterne (Galaterbrevet eller forkortet Gal.) er den niende bog i Det Nye Testamentes kanon og det fjerde af apostlen Paulus' breve. Brevet er formentlig skrevet mellem ca. 50 og ca. 57 e.Kr. og er stilet til den kristne menighed i Galatien. Det er som hele Det Nye Testamente skrevet på tidens internationale fællessprog, græsk.
Galaterbrevets hovedtema er spørgsmålet, om jødiske Moselov gælder for kristne. Der var i galatermenigheden en gruppe judaiserede kristne, som mente, at det var nødvendigt for både hedningekristne (kristne med ikke-jødisk baggrund) og jøder at overholde Moseloven (og lade sig omskære). Paulus går imod denne opfattelse og hævder, at mennesket kun kan få frelse og tilgivelse for sin synd i kraft af Jesu død og opstandelse – ikke i kraft af egne lovgerninger. I kapitel 2, vers 16 Arkiveret 28. september 2007 hos  Wayback Machine skriver Paulus:

Men fordi vi ved, at et menneske ikke gøres retfærdigt af lovgerninger, men kun ved tro på Jesus Kristus, har også vi sat vores lid til Kristus Jesus for at gøres retfærdige af tro på Kristus og ikke af lovgerninger. For af lovgerninger vil intet menneske blive retfærdigt.